# Malvalette
Malvalette är en kommun i departementet Haute-Loire i regionen Auvergne-Rhône-Alpes i centrala Frankrike. Kommunen ligger i kantonen Bas-en-Basset som tillhör arrondissementet Yssingeaux. År 2022 hade Malvalette 882 invånare.

## Befolkningsutveckling
Antalet invånare i kommunen Malvalette
| Referens: INSEE |